# Hiroki Sugajima
Hiroki Sugajima (japanisch 菅嶋 弘希 Sugajima Hiroki; * 11. Mai 1995 in Chofu) ist ein japanischer Fußballspieler.

## Karriere
Sugajima erlernte das Fußballspielen in der Jugendmannschaft von Tokyo Verdy. Seinen ersten Vertrag unterschrieb er 2014 bei Tokyo Verdy. Der Verein spielte in der zweithöchsten Liga des Landes, der J2 League. Für den Verein absolvierte er 29 Ligaspiele. 2016 wurde er an den Ligakonkurrenten JEF United Chiba ausgeliehen. Für den Verein absolvierte er 17 Ligaspiele. 2018 kehrte er zu Tokyo Verdy zurück. 2019 wechselte er zu Portimonense SC.